# Tarsius wallacei
Tarsius wallacei är en primat i familjen spökdjur som förekommer på Sulawesi.
Ovansidan är huvudsakligen täckt av gulbrun päls och på strupen finns en fläck som är kopparfärgad. Även tofsen vid svansens slut har en annan form jämförd med andra släktmedlemmar. Två individer sjunger i duett och sången är kännetecknande för arten. Dessutom finns genetiska skillnader till andra spökdjur.
Arten förekommer i regionen som sammanlänkar Sulawesis norra halvö med den centrala delen samt i avskilda områden som ligger lite mer söderut. Den lever i olika slags skogar.
Tarsius wallacei är liksom andra spökdjur nattaktiv och gömmer sig på dagen i trädens håligheter eller sprickor. Den äter främst insekter samt andra smådjur.
Detta spökdjur hotas av skogsavverkningar. I utbredningsområdet finns ett naturreservat. IUCN listar arten med kunskapsbrist (DD).